# Stormyrtjärnen (Ragunda socken, Jämtland, vid Näsbodarna)
Stormyrtjärnen är en sjö i Ragunda kommun i Jämtland och ingår i Indalsälvens huvudavrinningsområde.